# Saldaña (Palencia)
Saldaña ist eine Kleinstadt und eine nordspanische Gemeinde (municipio) mit 2.869 Einwohnern (Stand: 2024) in der Provinz Palencia der Autonomen Gemeinschaft Kastilien-León. Das Altstadtzentrum wurde im Jahr 1996 als Conjunto histórico-artístico unter Denkmalschutz gestellt. Der Jakobsweg (Camino de Santiago) führt ca. 15 km südlich am Ort vorbei.

## Lage und Klima
Die Kleinstadt Saldaña liegt am Río Carrión in der altkastilischen Meseta in einer Höhe von ca. 920 m. Die Provinzhauptstadt Palencia befindet sich gut 62 km (Fahrtstrecke) südlich. Das Klima im Winter ist kühl, im Sommer dagegen trotz der Höhenlage gemäßigt bis warm; Niederschläge (ca. 600 mm/Jahr) fallen überwiegend im Winterhalbjahr.

## Bevölkerungsentwicklung
| Jahr      | 1857  | 1900  | 1950  | 2000  | 2019  |
| Einwohner | 1.347 | 1.562 | 2.362 | 3.187 | 2.961 |

Aufgrund der Mechanisierung der Landwirtschaft, der Aufgabe bäuerlicher Kleinbetriebe und der daraus resultierenden Arbeitslosigkeit auf dem Land ist seit der Mitte des 20. Jahrhunderts ein deutlicher Bevölkerungsanstieg in den Städten festzustellen. Zur Gemeinde gehören auch 14 Weiler (pedanías) mit insgesamt etwa 300 Einwohnern.

## Wirtschaft
In früheren Zeiten lebten die Bewohner des Ortes wie der gesamten Region nahezu ausnahmslos als Selbstversorger von den Erträgen ihrer Felder und Hausgärten; auch Weinbau und Viehzucht wurden betrieben. Im Ort selbst haben sich bereits vor Jahrhunderten Kleinhändler, Handwerker und Dienstleister aller Art niedergelassen.

## Geschichte
Prähistorische, keltische und selbst römische Funde fehlen. Der westgotische König Leovigild ließ sich auf seinen Münzen als Rex Saldania Justus titulieren. Im frühen 8. Jahrhundert drangen die arabisch-berberischen Invasoren bis in die Gegend vor; sie konnten jedoch bereits um die Mitte des Jahrhunderts von Christen aus Asturien bzw. León wieder verdrängt werden (reconquista). Eine Burg (castillo) wurde erbaut, die – im Rahmen der großangelegten Feldzüge Almansors († 1002) zerstört – in der ersten Hälfte des 11. Jahrhunderts jedoch wiederaufgebaut wurde. Im Jahr 1080 treten die Beni Gómez als „Grafen von Saldaña“ in Erscheinung. Der vakant gewordene Grafentitel wurde im Jahr 1479 von den Katholischen Königen erneuert und dem Herzogtum von El Infantado angegliedert.

## Sehenswürdigkeiten

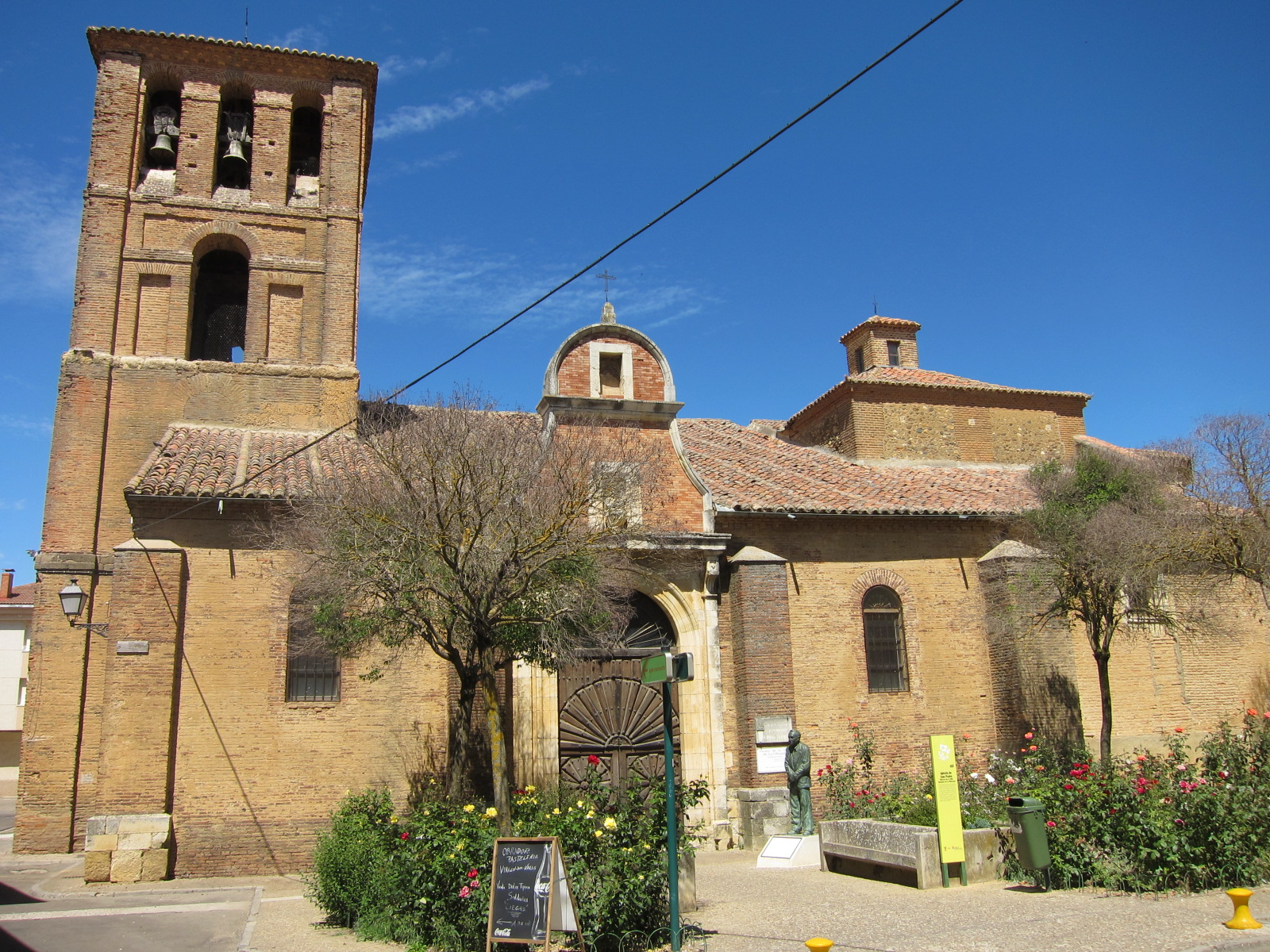
Kirche San Pedro

- Die Ruine des Castillo de los Duques del Infantado überragt den Ort.[6]
- Die von Fachwerk- und Ziegelsteinhäusern umgebene Plaza Vieja im Zentrum der Altstadt ist tagsüber und abends ein beliebter Treffpunkt der Bewohner.
- Der Palacio del Marqués de La Valdavia ist ein mit einem Wappenschild und zwei repräsentativen Balkonen ausgestattetes Herrenhaus.
- Die ganz aus Ziegelsteinen erbaute dreischiffige Kirche San Pedro ist wahrscheinlich der älteste Kirchenbau der Stadt; sie dient heute als Archäologisches Museum (Museo Monográfico de la Villa Romana de La Olmeda).[7]

Umgebung
- Die Brücke über den Río Carrión entstand im 16./17. Jahrhundert.
- Die etwa 3 km nördlich gelegene Ermita de la Virgen del Valle ist der bedeutendste Wallfahrtsort in der Region.
- Im ca. 10 km nordöstlich gelegenen Weiler Membrillar steht die Casa de los Noriega, ein Stadthaus mit Adelswappen aus dem 16./17. Jahrhundert.